# Paolo Vineis
Paolo Vineis (Alba, 10 ottobre 1951) è un epidemiologo e saggista italiano.

## Biografia
Paolo Vineis è professore di Epidemiologia Ambientale presso l'Imperial College di Londra, dove coordina il gruppo di ricerca su "Exposome and Health (Molecular signatures and pathways to disease)" del Centro per lo studio dei rapporti tra la Salute e l'Ambiente del Medical Research Council. 
È stato Direttore dell'Unità di Epidemiologia Genetica e Molecolare presso l'Istituto Italiano di Medicina Genomica (IIGM), Torino, Italia. Nel 2019 è stato nominato vicepresidente del Consiglio superiore di sanità (Css). Dal 2023 è socio dell'Accademia dei Lincei.
Paolo Vineis è un ricercatore leader nel campo dell'epidemiologia molecolare e dell'esposomica. Le sue recenti attività di ricerca si concentrano principalmente sull'esame di biomarcatori di rischio di malattia da piattaforme omiche (tra cui metabolomica ed epigenomica) in ampi studi epidemiologici, nonché sullo studio degli effetti dei cambiamenti climatici sulle malattie non trasmissibili. Ha oltre 1000 pubblicazioni (molte come autore principale) su riviste come Nature, Nature Genetics, Lancet, Lancet Oncology. È membro di vari comitati scientifici ed etici internazionali, inclusi il Comitato della US National Academy of Sciences sulla valutazione dei rischi nel 21 ° secolo, e il Comitato di etica dell'Agenzia internazionale per la ricerca sul cancro (IARC, OMS). È stato membro del Consiglio Scientifico dell'IARC.
Il professor Vineis ha una vasta esperienza in importanti progetti internazionali. Ha coordinato il progetto EXPOsOMICS finanziato dalla Commissione europea (tra il 2012-2017). L'esposoma si riferisce alla totalità delle esposizioni interne ed esterne che interagiscono a livello cellulare per generare una "firma" metabolica / molecolare, che può essere utilizzata per acquisire una nuova comprensione delle cause ambientali delle malattie.
Paolo Vineis è anche il coordinatore del progetto Horizon 2020 LIFEPATH, il cui scopo è comprendere i determinanti di percorsi di invecchiamento divergenti tra individui appartenenti a diversi gruppi socio-economici. Questo obiettivo è consentito dalla integrazione di approcci propri delle scienze sociali con la biologia, utilizzando misurazioni omiche (in particolare epigenomica).
Paolo Vineis è stato Principal Investigator / Co-investigator di numerosi progetti di ricerca internazionali, come GENAIR, ECNIS2, Envirogenomarkers, Hypergenes, ESCAPE e Transphorm, finanziati dalla Commissione Europea. Inoltre, ha ottenuto finanziamenti da Leverhulme Trust, MRC, Cancer Research UK, HuGeF Foundation e US National Cancer Institute.

## Pubblicazioni

### Libri
- Vineis Paolo. Health without borders. Epidemics in the era of globalization. Springer International Publishing AG. 2017.ISBN 9783319524450
- Vineis, Paolo. Salute senza confini: le epidemie al tempo della globalizzazione. Torino: Codice, 2014. ISBN 9788875784416
- Vineis, Paolo, and Roberto Satolli. I due dogmi: oggettività della scienza e integralismo etico. Milano: Feltrinelli, 2009. ISBN 9788807104497
- Vineis, Paolo, and Nerina Dirindin. In buona salute: dieci argomenti per difendere la sanità pubblica. Torino: Einaudi, 2004. ISBN 9788806165888
- Vineis, Paolo. Nel crepuscolo della probabilità: la medicina tra scienza ed etica. Torino: Einaudi, 1999 ISBN 9788806147181
- Vineis, Paolo, and Luca Carra. Il capitale biologico. Le conseguenze sulla salute delle diseguaglianze sociali. Codice, 2022. ISBN 9791254500118

### Articoli (selezione)
- Vineis P, Bartsch H, Caporaso N, Harrington AM, Kadlubar FF, Landi MT, Malaveille C, Shields PG, Skipper P, Talaska G, et al. Genetically based N-acetyltransferase metabolic polymorphism and low-level environmental exposure to carcinogens. Nature. 1994 May 12;369(6476):154-6[6]
- Berwick M, and Vineis P. Markers of DNA repair and susceptibility to cancer in humans: an epidemiologic review. Journal of the National Cancer Institute 92, no. 11 (2000): 874-897.
- Vineis P., Alavanja M., Buffler P., Fontham E., Franceschi S., Gao, Y.T., Gupta P.C., Hackshaw A., Matos E., Samet J., Sitas F., Smith J., Stayner L., Straif K., Thun MJ., Wichmann HE, Wu AH., Zaridze D., Peto R., Doll R. 2004. Tobacco and cancer: recent epidemiological evidence. Journal of the National Cancer Institute, 96(2), pp. 99–106.
- Vineis P, Khan A. Climate change-induced salinity threatens health. Science. 2012 Nov 23;338(6110):1028-9.
- Shenker NS, Polidoro S, van Veldhoven K, Sacerdote C, Ricceri F, Birrell MA, Belvisi MG, Brown R, Vineis P, Flanagan JM. Epigenome-wide association study in the European Prospective Investigation into Cancer and Nutrition (EPIC-Turin) identifies novel genetic loci associated with smoking. Hum Mol Genet. 2013 Mar 1;22(5):843-51
- Khan AE, Scheelbeek PF, Shilpi AB, Chan Q, Mojumder SK, Rahman A, Haines A, Vineis P. Salinity in drinking water and the risk of (pre)eclampsia and gestational hypertension in coastal Bangladesh: a case-control study. PLoS One. 2014 Sep 30;9(9):e108715
- Vineis P, Wild CP. Global cancer patterns: causes and prevention. Lancet. 2014; 383(9916): 549-57.
- Vineis P. Public health and the common good. J Epidemiol Community Health. 2014 Feb;68(2):97-100.
- Vineis P, Stringhini S, Porta M. Environ Res. The environmental roots of non-communicable diseases (NCDs) and the epigenetic impacts of globalization. 2014 Aug;133:424-30.
- Fasanelli F, Baglietto L, Ponzi E, Guida F, Campanella G, Johansson M, Grankvist K, Johansson M, Assumma MB, Naccarati A, Chadeau-Hyam M, Ala U, Faltus C, Kaaks R, Risch A, De Stavola B, Hodge A, Giles GG, Southey MC, Relton CL, Haycock PC, Lund E, Polidoro S, Sandanger TM, Severi G, Vineis P. Hypomethylation of smoking-related genes is associated with future lung cancer in four prospective cohorts. Nature Communications. 2015 Dec 15;6:10192.
- Bray F, Jemal A, Torre LA, Forman D, Vineis P. Long-term Realism and Cost-effectiveness: Primary Prevention in Combatting Cancer and Associated Inequalities Worldwide. Journal of the National Cancer Institute. 2015 Sep 30;107(12):djv273.
- Stringhini S, Polidoro S, Sacerdote C, Kelly RS, van Veldhoven K, Agnoli C, Grioni S, Tumino R, Giurdanella MC, Panico S, Mattiello A, Palli D, Masala G, Gallo V, Castagné R, Paccaud F, Campanella G, Chadeau-Hyam M, Vineis P. Life-course socioeconomic status and DNA methylation of genes regulating inflammation. Int J Epidemiol. 2015 Aug;44(4):1320-30
- Vineis P, Saracci R. Conflicts of interest matter and awareness is needed. J Epidemiol Community Health. 2015 Oct;69(10):1018-20.143